# Life's Twist
Life's Twist er en amerikansk stumfilm fra 1920 af Christy Cabanne.

## Medvirkende
- Bessie Barriscale som Muriel Chester / Tina Pierce
- Walter McGrail som Steven De Koven
- King Baggot som Jim Sargent
- Claire Du Brey som Mrs. Helen Sutton
- George Periolat som Mr. Boyd Chester
- Truly Shattuck som Mrs. Chester
- William V. Mong som Charlie Moye
- Marcia Manon